# 回忆不是回忆录
《回忆不是回忆录》是马来西亚前教育部长马智礼马烈出版的书籍。由于书中内容提及马智礼曾因为杨忠礼通讯（YTL Communications）有限公司合约事件而被马哈迪·莫哈末足足召见了五次。在其中两次会议中，教育部最高领导层与他一同起解释不延长杨忠礼通讯作为由慕尤丁在2011年担任教育部长时发起的“一个精明网络计划”（1BestariNet） 项目服务提供商合同的决定。之后，马智礼收到来自马哈迪将在2018年6月把委任他作为马来西亚教育部长的职位归还的电子邮件。